# Vincent Lloyd-Jones
Sir „Harry“ Vincent Lloyd-Jones (* 16. Oktober 1901; † 23. September 1986) war ein walisischer Rechtsanwalt, der zum Richter am High Court berufen wurde.

## Biographie
Lloyd-Jones wuchs in Llangeitho, Ceredigion, auf. Sein Vater war Lebensmittelhändler, er hatte zwei Brüder, von denen der eine, Harold, während der Spanischen Grippe 1918 starb. Sein Bruder Martyn war der bekannte evangelikale Prediger.
Seine Ausbildung machte Vincent Lloyd-Jones an der St Marylebone Grammar School, am University College London und am Jesus College (Oxford). In Oxford war er exhibitioner und erwarb B.A.-Abschlüsse in English (1923) und Rechtswissenschaft (1924). Daneben war er im Sommersemester 1925 Präsident der Oxford Union Society.  Er wurde durch die Anwaltskammer Inner Temple 1926 zum Rechtsanwalt berufen und praktizierte im Wales and Chester Circuit.  1949 wurde er Kronanwalt. Weitere Ämter waren die Recorder of Chester (1952–58) und Cardiff (1958–60).
Lloyd-Jones wurde am 11. Januar 1960 zum High Court Judge berufen. Er wurde dort der Abteilung Probate, Divorce and Admiralty Division zugeteilt. Zugleich mit dieser Ernennung erhielt er die customary knighthood. 1960 wurde er honorary fellow des Jesus College und 1962 des University College London. Er ging 1972 in den Ruhestand und starb 1986.